# گولسویو (متروی استانبول)

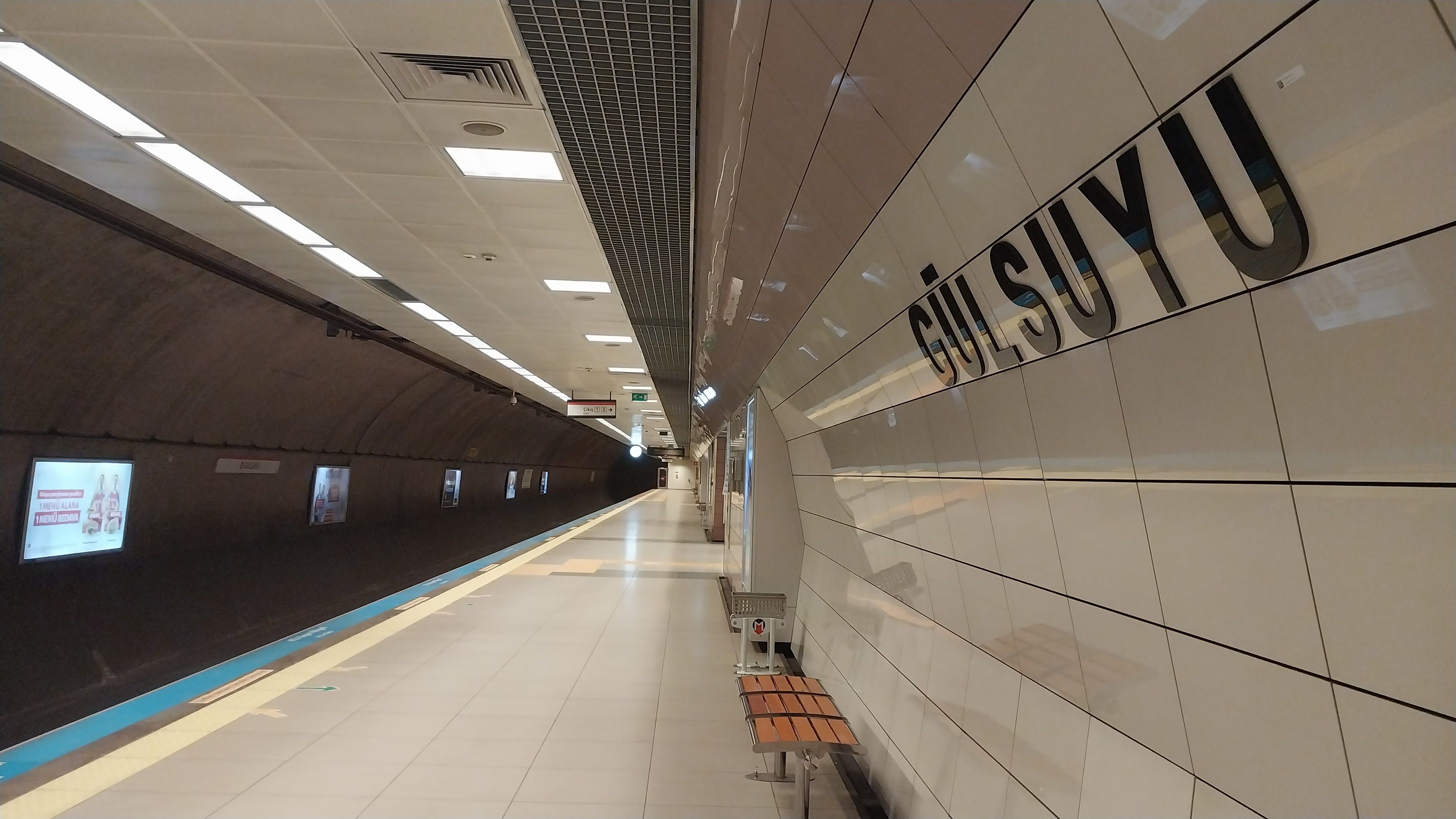
پلتفرم ایستگاه گولسویو

گولسویو (انگلیسی: Gülsuyu) یکی از ایستگاه‌های خط ام۴ متروی استانبول است.
این ایستگاه که در منطقه مال‌تپه قرار دارد در سال ۲۰۱۲ تأسیس شده‌است.